# 霍恩坦嫩
霍恩坦嫩（德語：Hohentannen）是瑞士圖爾高州的市镇，位於該國東北部，面積8.平方公里，海拔高度570米，2012年人口604，一半人口信奉基督教，人口密度每平方公里76人。